# Helmut Schnitter
Helmut Schnitter (* 17. Oktober 1933 in Reichenberg) ist ein deutscher Historiker. Er gehört zu den wenigen deutschen Militärhistorikern mit einem Schwerpunkt auf der Frühen Neuzeit und wird auch von westdeutschen Historikern bis in die jüngere Zeit als einer der „anregendsten Forscher auf dem Gebiet der frühneuzeitlichen Geschichtsschreibung der DDR“ angesehen.

## Leben und Werk
Schnitter war von 1956 bis 1960 als wissenschaftlicher Mitarbeiter am Institut für Deutsche Geschichte der Karl-Marx-Universität Leipzig tätig und wurde dort 1960 beauftragt, eine Dozentur in der Abteilung Militärgeschichte wahrzunehmen. Von 1960 bis 1969 war er außerdem wissenschaftlicher Assistent in der Abteilung Militärgeschichte am Institut für Geschichte der Deutschen Akademie der Wissenschaften zu Berlin. Im Februar 1964 wurde er in Leipzig „Zur Geschichte der bürgerlichen militärischen Zeitschriftenliteratur in Deutschland“ promoviert.
Von 1969 bis 1983 leitete Schnitter eine Fachgruppe und schließlich bis 1989 eine Forschungsabteilung am Militärgeschichtlichen Institut der DDR in Potsdam. Seine Promotion B erfolgte 1975 in Potsdam zum Thema Volk und Landesverteidigung. Zur Geschichte des Landesdefensionswesens in den deutschen Territorien vom 16. bis zum 18. Jahrhundert. Im September 1983 erhielt er in Potsdam eine ordentliche Professur. Er war Herausgeber der Berliner Schriftenreihe der Forschungsstelle für Militärgeschichte. In der Nationalen Volksarmee hatte Schnitter den Dienstgrad eines Obersts inne.
Schnitter gehört zu den wenigen deutschen Militärhistorikern mit einem Schwerpunkt auf der Frühen Neuzeit. Gemäß dem marxistisch-leninistischen Geschichtsverständnis der Frühen Neuzeit als einer Epoche frühbürgerlicher Revolutionen widmete sich Schnitter der Landesdefension, die im Anschluss an die oranische Heeresreform nach dem Niederländischen Aufstand entstand, als einer Alternative zum Söldnerwesen, welche „die Herausbildung eines neuen Verhältnisses von Staat, Volk und Streitmacht“ gefördert habe. Als seit den 1970er Jahren in der DDR die Vorstellung einer „sozialistischen Nation“ propagiert wurde, gehörte Schnitter zu den Historikern, welche die Geschichte des Heerwesens im Absolutismus als eigenständigen Gegenstand behandelten und nicht mehr nur im Zeichen der Militarismusforschung. Schnitters Arbeiten zur frühneuzeitlichen Militärgeschichte werden bis in die jüngere Zeit als „lesenswert“ anerkannt.

## Schriften
- mit Gerhard Förster, Heinz Helmert: Der zweite Weltkrieg. Militärischer Verlauf und Chronik. Verlag Enzyklopädie, Leipzig 1962.
- mit Gerhard Förster, Helmut Otto: Der preußisch-deutsche Generalstab 1870 - 1963. Zu seiner politischen Rolle in der Geschichte. Dietz, Berlin 1964.
- mit Helmut Otto, Karl Schmiedel: Der erste Weltkrieg. Militärhistorischer Abriß. Deutscher Militärverlag, Berlin 1964.
- Zur Geschichte der bürgerlichen militärischen Zeitschriftenliteratur in Deutschland. [S.n.], Leipzig 1964.
- Militärwesen und Militärpublizistik. Die militärische Zeitschriftenpublizistik in der Geschichte des bürgerlichen Militärwesens in Deutschland. Deutscher Militärverlag, Berlin 1967.
- Drei konservative Berliner Zeitungen während des Krimkrieges, 1853–56., Berlin 1969.
- mit Karl Schmiedel: Bürgerkrieg und Intervention 1918 bis 1922. Militärhistorischer Abriß des Bürgerkrieges und der ausländischen Intervention in Sowjetrußland. Deutscher Militärverlag, Berlin 1970.
- mit Ludwig Renn:  Krieger, Landsknecht und Soldat. Kinderbuchverlag, Berlin 1973.
- Militärwesen und Wissenschaften. Zum Einfluß der Wissenschaften auf das militärische Denken vom 16. bis zum 18. Jahrhundert. In: Militärgeschichte. 1973.
- Zur Entwicklung der Landesdefension in den deutschen Territorien im 16./17. Jahrhundert. In: Militärgeschichte. 1973.
- Das Soldatenbild des deutschen Bauernkrieges. In: Militärgeschichte. 1974.
- Desertion im 18. Jahrhundert. Zwei Dokumente zum Verhältnis von Volk und Armee im spätfeudalen preußischen Militär. In: Militärgeschichte. 1974.
- Leibniz und das Militärwesen seiner Zeit. In: Militärgeschichte. 16, 3, 1977.
- Volk und Landesdefension. Volksaufgebote, Defensionswerke, Landmilizen in den deutschen Territorien vom 15. bis zum 18. Jahrhundert. Militärverlag der Deutschen Demokratischen Republik, Berlin 1977.
- Vom Bauernheer zur Volksarmee. Fortschrittliche militärische Traditionen des deutschen Volkes. Militärverlag der Deutschen Demokratischen Republik, Berlin 1979.
- Preußen und seine Armee im 18. und 19. Jahrhundert. Reaktion und Fortschritt. In: Preußen: Legende und Wirklichkeit. 1983, S. 173–184.
- „… also nötlich ist auch das Schwert“. Streifzüge durch die deutsche Militärgeschichte. Neues Leben, Berlin 1984.
- Der Bauernkrieg in Thüringen. Militärverlag der Deutschen Demokratischen Republik, Berlin 1984.
- Von Salamis bis Dien Bien Phu. Schlachten aus drei Jahrtausenden. Zeichnungen von Karl-Heinz Döring. Neues Leben, Berlin 1987, ISBN 3355004901.
- Aber am Volk zweifle ich nicht. Thomas Müntzer, Theologe und Revolutionär. Militärverlag der Deutschen Demokratischen Republik, Berlin 1989, ISBN 9783327007266.
- (Hrsg.): Gestalten um Friedrich den Großen. Biographische Skizzen. Preußischer Militär-Verlag, Reutlingen 1991, ISBN 3927292079.
- mit Daniela Schnitter: Feldherren und Kriegsgelehrte. Porträts aus drei Jahrhunderten. Fides, Berlin 1997, ISBN 3931363015.